# Ulanci
Ulanci so bili pripadniki lahke konjenice, ki se je pojavila sprva na Poljskem, nato pa so je prevzele še druge države.
Od srednjeveške težke konjenice so ulanci prevzeli sulico, ki je predstavljala osnovno orožje (poleg tega so bili oboroženi tudi s sabljami).
Ulanci so se obdržali vse do druge svetovne vojne, ko so predstavljali leta 1939 pomemben del poljskih oboroženih sil; v 19. in 20. stoletju pa so ulanci prevzeli tudi modernejšo oborožitev, kot so pištole in karabinke.
Kot del vojaške tradicije je Poljska obdržala v sestavi ulance, ki pa predstavljajo bolj gardno-protokolarne enote kot prave bojne enote.